# أراثوا-أوبارونديا
بلدية أراثوا-أوبارونديا (بالإسبانية: Arrazua-Ubarrundia) هي بلدية تقع في مقاطعة ألافا التابعة لإقليم الباسك شمال إسبانيا.

## الديموغرافيا
يبلغ عدد سكان بلدية أراثوا-أوبارونديا 951 نسمة عام 2011 (وفقاً للمعهد الوطني للإحصاء الإسباني).
| 745 | 756 | 724 | 807 | 880 | 921 | 951 |

## أعلام
- أوزيبيو فيليز